# 12637 Gustavleonhardt
12637 Gustavleonhardt este un asteroid din centura principală de asteroizi.

## Descriere
12637 Gustavleonhardt este un asteroid din centura principală de asteroizi. A fost descoperit pe 29 septembrie 1973 la Observatorul Palomar de Cornelis Johannes van Houten, Ingrid van Houten-Groeneveld și Tom Gehrels. Asteroidul prezintă o orbită caracterizată de o semiaxă mare de 2,63 ua, o excentricitate de 0,20 și o înclinație de 0,9° în raport cu ecliptica.